# Westafrika-Kraton

Lage des Westafrika-Kratons

Der Westafrika-Kraton ist ein im Archaikum entstandener, stabiler Krustenblock in Westafrika. Dieser Kraton ist neben dem Kongo-Kraton und dem Kalahari-Kraton einer der drei großen Blöcke stabilen, kristallinen Grundgebirges von sehr altem Gestein, aus denen die Afrikanische Platte besteht.
Der Westafrika-Kraton nimmt zwischen dem Antiatlas im Norden und dem Golf von Guinea im Süden eine Fläche von mehr als 4 Millionen Quadratkilometer ein und ist dem Ostsahara-Kraton benachbart. Im Zentrum des Westafrika-Kratons liegt das Taoudenni-Becken, das sich im Laufe der Erdgeschichte mit mächtigen Sedimentschichten gefüllt hat.